# Renaud de Sévigné
Pour les articles homonymes, voir Famille de Sévigné.
Renaud de Sévigné, comte de Montmoron, né en 1592, mort le 5 septembre 1657 au château de Montmoron, est un magistrat français.
Il s'agit d'un membre de la famille de Sévigné.

## Biographie
Au lieu de suivre, comme ses ancêtres, la carrière des armes, il devient magistrat, et, tout jeune encore, entre au Parlement de Bretagne, où il se fait recevoir conseiller dès le 18 mars 1616.
En avril 1619, il épouse Bonaventure Bernard de la Turmelière, dame de La Bouëxière, fille du maire de Nantes Pierre Bernard. Il reste veuf avec un fils et une fille nés de leur mariage:
- Charles, né en 1622
- Anne, née en 1624.

Il se remarie en novembre 1627 avec Gabrielle du Bellay. Il a de sa seconde union : 
- 1. Marie, baptisée en l'église d'Alexain en novembre 1629 ;
- 2. René-François[1], tenu sur les fonts de la même église le 14 mars 1632 par « Messire René du Bellay, chevalier de l'Ordre du Roy, seigneur de la Feuillée, et par « dame Renée de Fréart, dame de Vautorte ;
- 3. René, né le 4 juin 1632 et baptisé le 20 du même mois dans l'église Saint-Étienne de Rennes ;
- 4. Un autre René, baptisé dans la même église le 18 octobre 1633;
- 5. Gilles[2], né en 1636.
- 6. Christophe-Jacques de Sévigné, né le 22 février 1642 et baptisé[3] le 25 juin 1645 dans l'Église Saint-Étienne de Rennes ;
- 7. Jacques-Christophe de Sévigné, né le 27 mars 1644 et baptisé le 25 juin 1645[4] dans l'Église Saint-Étienne de Rennes[5]. Sa marraine est la Marquise de Sévigné[6].

En 1627, à l'occasion du mariage de sa fille Gabrielle avec Renaud de Sévigné, seigneur de Monmoron, Radegonde des Rotours avait donné à celle-ci en avancement d'hoirie la maison et terre seigneuriale de Vauberger, situées en la paroisse de Saint-Denis-du-Maine, avecq la mestairie du Boullay et partie de celle de la Dorbellière.
En 1637, Renaud de Sévigné devient au droit de sa femme seigneur du Coudray. On voit à partir de 1640 quelques actes montrant Renaud de Sévigné agissant en qualité de seigneur propriétaire. 
Renaut de Sévigné ne faisait dans ses possessions du comté de Laval que des séjours passagers ; sa principale résidence était à Rennes où le retenait, du mois de février au mois d'août, sa charge de conseiller au parlement de Bretagne.
En 1650, pendant un séjour fait par le couple, le seigneur de Montmoron et sa femme font venir Me Martin Raison en leur manoir et là, avec l'assistance de son ministère, invoquant l'amitié conjugale qu'ils se portaient mutuellement, s'étaient fait a don mutuel et réciproque, du prémourant au survivant de tout ce qu'ils pouvaient et leur était loisible de se donner l'un à l'autre tant en meubles, immeubles, acquêts et conquets que patrimoine. À cette époque le seigneur et la dame de Montmoron étaient, paraît-il, en procès devant la juridiction des Requêtes du Palais avec René du Bellay au sujet du partage de la succession de Radegonde des Rotours, et une sentence de cette juridiction rendue le 2 janvier 1651 porta cassation du partage de la terre du Coudray. La sentence ainsi intervenue ne semble avoir eu aucune conséquence effective, puisque la terre en question devait continuer à appartenir à Gabrielle du Bellay et, après elle, à ses enfants.
En janvier 1653, Gabrielle du Bellay, à peine âgée de cinquante ans, décède. Elle repose à sa demande après sa mort auprès de son aïeul Robert des Rotours devant le maître-autel de l'église de la Bazouge.
Veuf pour la seconde fois, Renaud de Sévigné épouse le 12 juillet 1654, Renée du Breil, dame de Rays, veuve depuis quatorze mois de Charles de Visdelou de Bienassis, mère de trois enfants.
Quelques années après, en janvier 1657, il obtenait du roi Louis XIV l'érection en comté de sa terre de Montmoron. Les lettres d'érection étaient accordées à notre ami et féal conseiller ordinaire en nos conseils, Regnaud de Sévigné, sieur de Montmoron, du Coudray, Chemeré, la Guimbergère, le Pont-Rouault, la Boissière, et doyen des conseillers de nostre cour de Parlement de Bretagne.
Ses obsèques sont célébrées avec toute la pompe due à sa haute position dans l'église des Dominicains de Rennes ; tous les membres du parlement de Bretagne ainsi que tous les chanoines du chapitre de la Cathédrale de Rennes avait tenu à honneur d'y assister.

## Sources
- Bulletin de la Commission historique et archéologique de la Mayenne, 1903
- « Renaud de Sévigné », dans Alphonse-Victor Angot et Ferdinand Gaugain, Dictionnaire historique, topographique et biographique de la Mayenne, Laval, A. Goupil, 1900-1910 [détail des éditions] (BNF 34106789, présentation en ligne)